# Широкополье (Саратовская область)
Широкополье — село в Энгельсском районе Саратовской области. Входит в состав Безымянского сельского поселения.

## География
Расположено село в восточной части района. Расстояние до районного центра — 53 км, до железнодорожной станции Титоренко Приволжской железной дороги — 2 км.

## История
Село основано в конце XVIII века.
В дореволюционный период территории южнее железнодорожной ветки из Анисовки в Урбах и в целом Покровской волости Новоузенского уезда Самарской губернии оставались практически незаселёнными, кроме маленьких немецких хуторов здесь не существовало полноценных населённых пунктов. При советской власти эти земли вошли в АССР Немцев Поволжья и начали активно осваиваться, в первую очередь за счёт создания совхозов. Так, на рубеже 1920-х и 1930-х годов (не позднее 1931 года) был организован Свиносовхоз №592, переименованный впоследствии в Широкополье (название символизирует бескрайние степные просторы в окрестностях села). Относившийся к Лизандергейскому кантону посёлок совхоза был центром сельсовета и быстро разрастался, в 1934 году была открыта начальная школа. После расформирования всех немецких административных единиц в 1941 году свиносовхоз до 1959 года входил в Безымянский район, после чего был включён в состав Энгельсского района. Местная школа в 1953–1961 годах работала как семилетняя, в 1966 году получила статус средней.
Сегодня в Широкополье проживают примерно 750 человек, село относится к Безымянскому муниципальному образованию. Имеются отделение связи, фельдшерско-акушерский пункт, небольшой парк. Средняя общеобразовательная школа с 1983 года занимает типовое двухэтажное здание на Рабочей улице.

## Население
Население села составляет 781 человек (2002).

## Улицы
Улицы с. Широкополья:
- Улица Молодёжная
- Улица Мира
- Улица Парковая
- Улица Степная
- Улица Рабочая

## Средства связи
В селе сотовая связь Теле 2.

## Фотогалерея

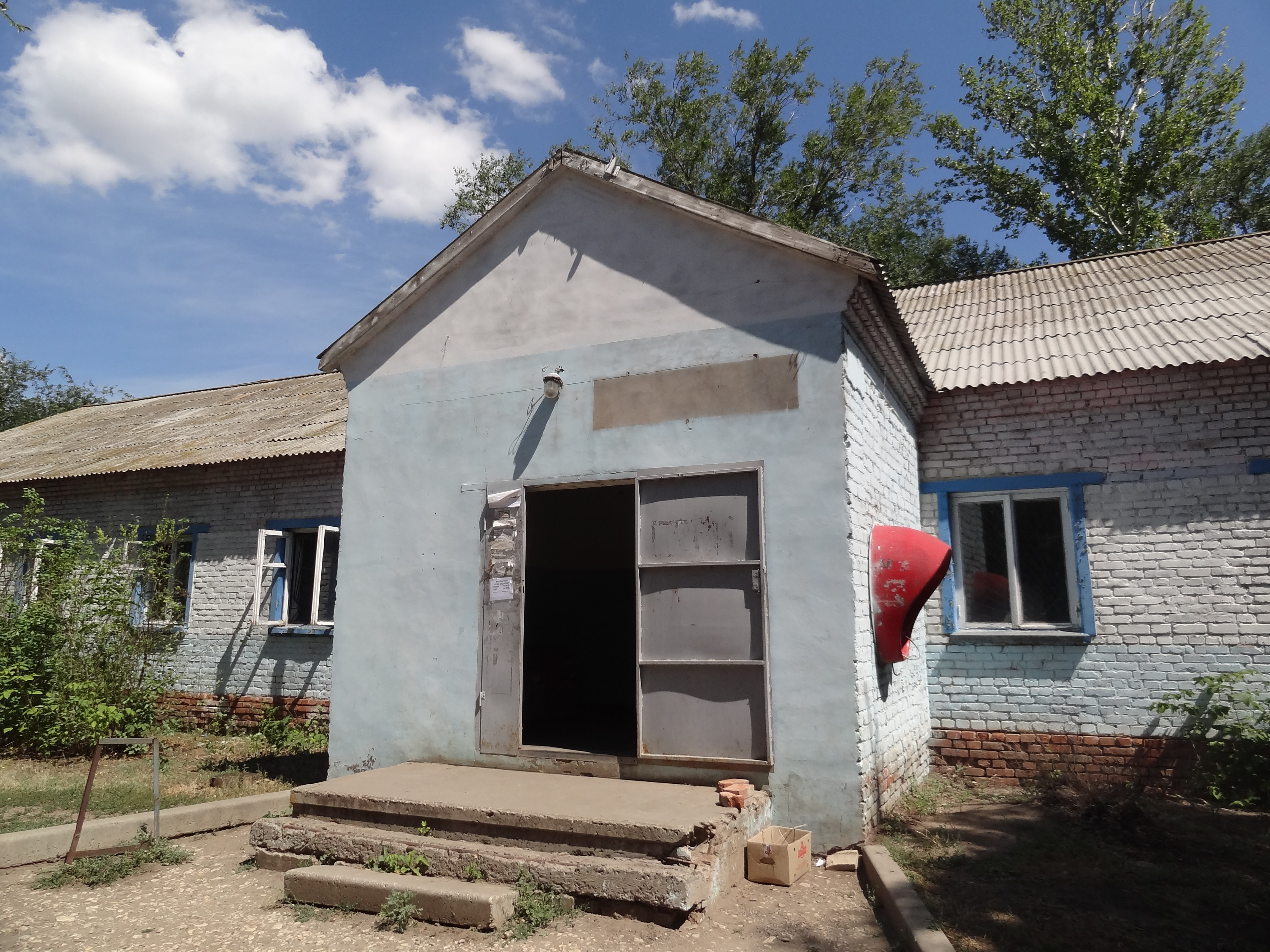
Дом досуга
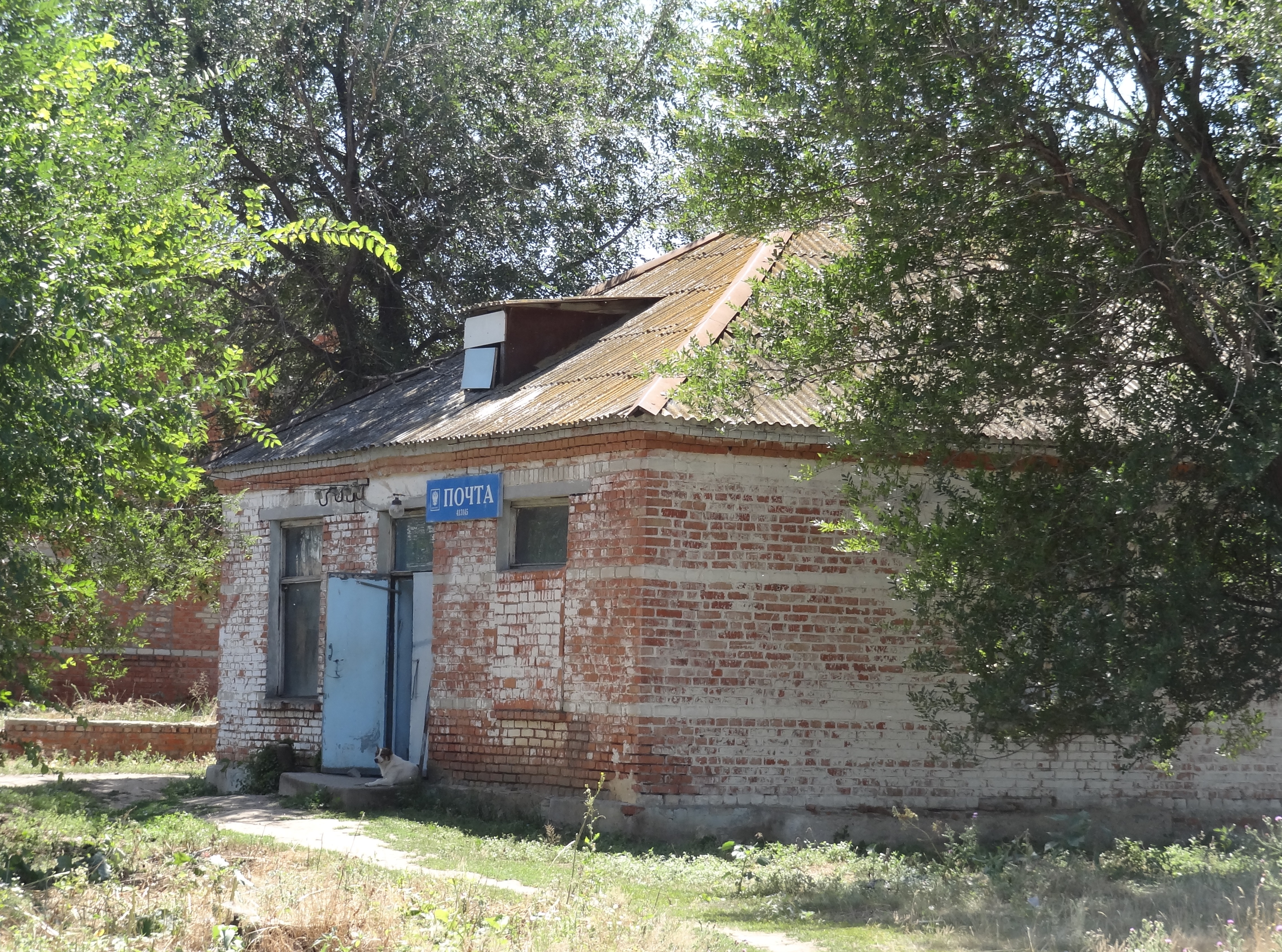
Почта
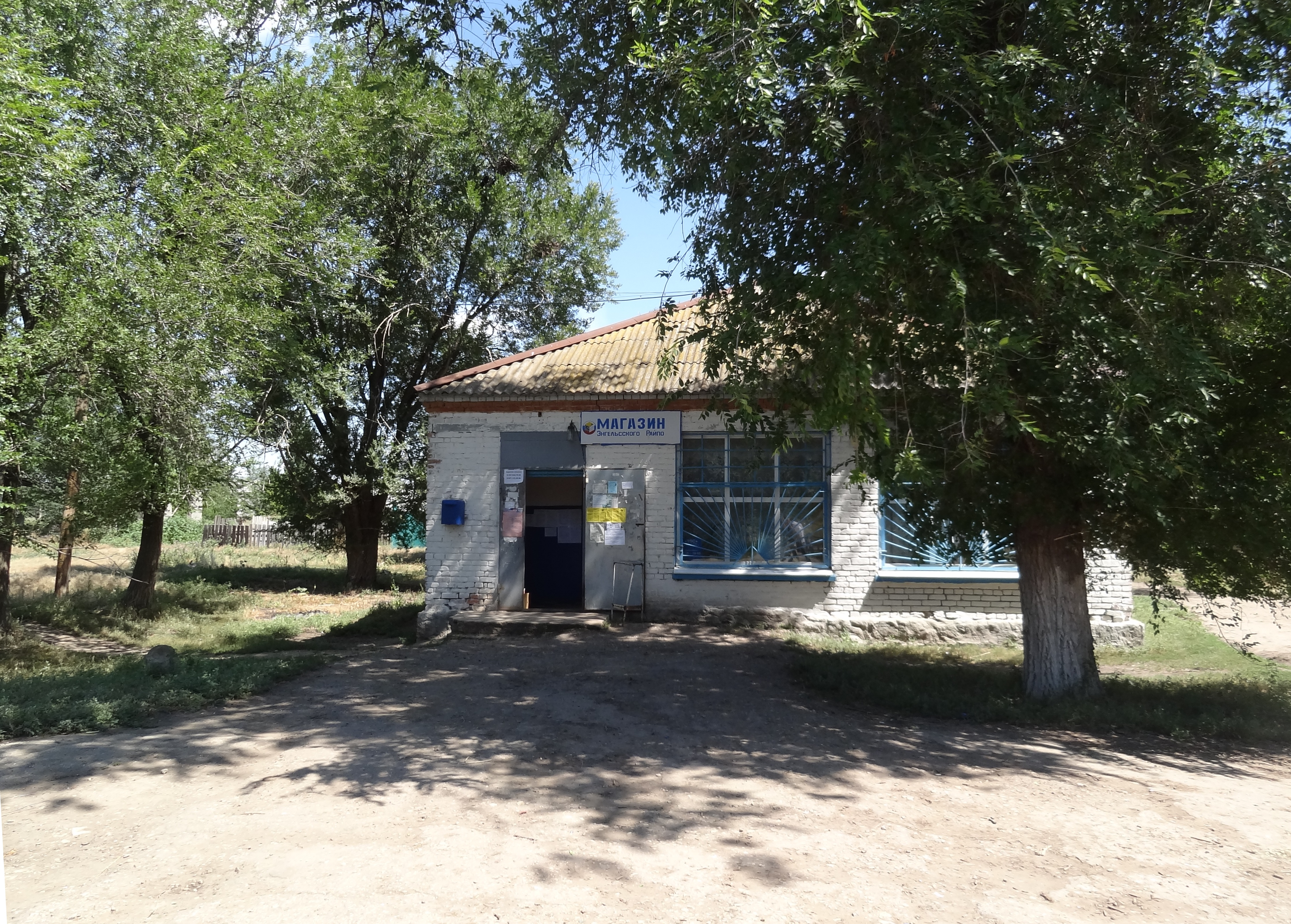
Сельский продуктовый магазин
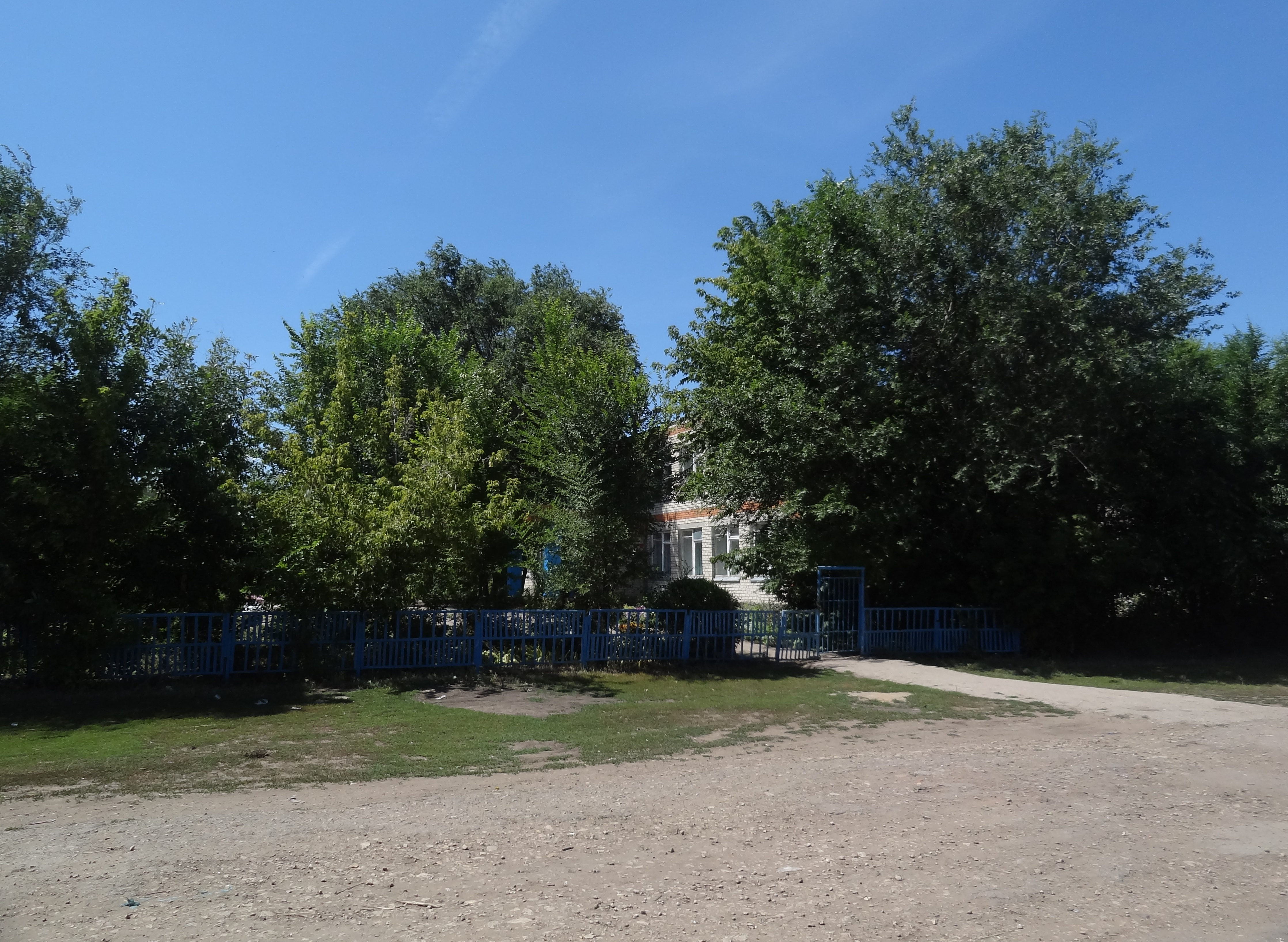
Средняя школа
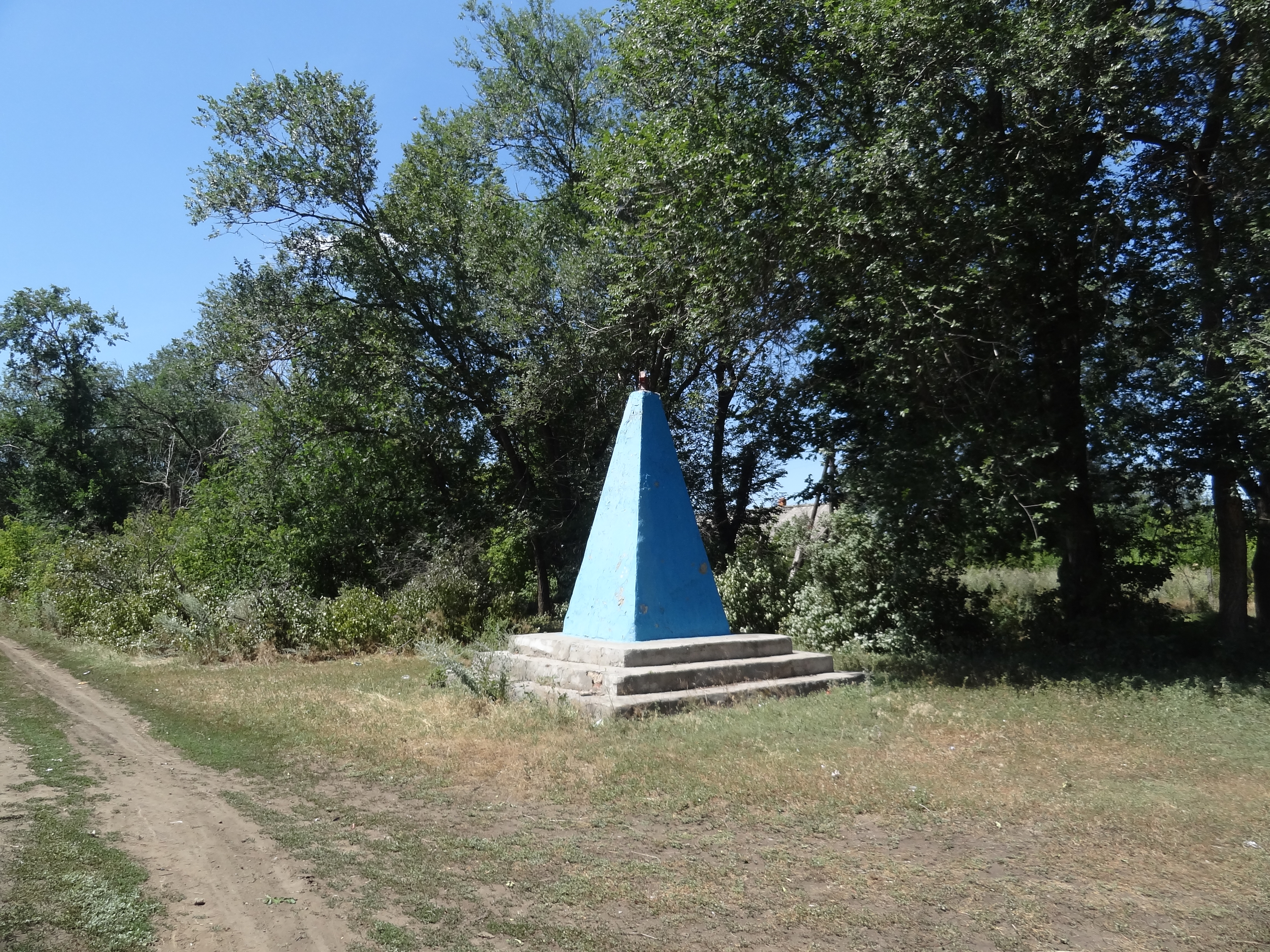
Безымянная братская могила в селе